# Jakub Łukowski
Jakub Łukowski (Bydgoszcz, 1996. május 25. –) lengyel korosztályos válogatott labdarúgó, a Korona Kielce csatárja.

## Pályafutása

### Klubcsapatokban
Łukowski a lengyelországi Bydgoszcz városában született.
2013-ban mutatkozott be a helyi Zawisza Bydgoszcz első osztályban szereplő felnőtt csapatában. Először a 2014. augusztus 3-ai, Śląsk Wrocław ellen 2–1-re elvesztett mérkőzés 77. percében, Alvarinho cseréjeként lépett pályára. Első gólját 2015. augusztus 16-án, a Pogoń Siedlce ellen 3–0-ra megnyert találkozón szerezte meg. 2016-ban átigazolt a Wisła Płockhoz. A 2016–17-es szezonban a Olimpia Grudziądz csapatát erősítette kölcsönben. 2019-ben újra, immár nem kölcsönjátékosként a klubhoz igazolt.
2019 augusztusában a Miedź Legnica szerződtette. 2019. szeptember 1-jén, a Wigry Suwałki ellen 2–1-es győzelemmel zárult bajnokin debütált, majd feljegyezhette első gólját is a klub színeiben. 2021. február 26-án négyéves szerződést kötött a másodosztályú Korona Kielce együttesével. Először a 2021. február 28-ai, Chrobry Głogów ellen 2–2-es döntetlennel zárult mérkőzés 73. precében, Jacek Podgórskit váltva lépett pályára. 2021. április 10-én, a Tychy ellen 1–0-ra megnyert találkozón Łukowski szerezte a győztes gólt. A 2021–22-es szezonban feljutott a csapattal az Ekstraklasába.

### A válogatottban
Łukowski az U18-as, az U19-es és az U20-as korosztályú válogatottakban is képviselte Lengyelországot.
2015-ben debütált az U20-as válogatottban. Először 2015. november 15-én, Németország ellen 0–0-ás döntetlennel zárult mérkőzés félidejében, Karol Angielski cseréjeként lépett pályára.

## Statisztikák
2023. február 25. szerint
| Klub                           | Szezon   | Osztály     | Bajnokság | Bajnokság | Kupa és Ligakupa | Kupa és Ligakupa | Nemzetközi | Nemzetközi | Összesen | Összesen |
| Klub                           | Szezon   | Osztály     | Meccs     | Gól       | Meccs            | Gól              | Meccs      | Gól        | Meccs    | Gól      |
| ------------------------------ | -------- | ----------- | --------- | --------- | ---------------- | ---------------- | ---------- | ---------- | -------- | -------- |
| Zawisza Bydgoszcz              | 2014–15  | Ekstraklasa | 10        | 0         | 0                | 0                | —          | —          | 10       | 0        |
| Zawisza Bydgoszcz              | 2015–16  | I Liga      | 19        | 2         | 1                | 0                | —          | —          | 20       | 2        |
| Zawisza Bydgoszcz              | Összesen | Összesen    | 29        | 2         | 1                | 0                | 0          | 0          | 30       | 2        |
| Olimpia Grudziądz (kölcsönben) | 2016–17  | I Liga      | 22        | 5         | 0                | 0                | —          | —          | 22       | 5        |
| Wisła Płock                    | 2017–18  | Ekstraklasa | 15        | 0         | 1                | 1                | —          | —          | 16       | 1        |
| Wisła Płock                    | 2018–19  | Ekstraklasa | 17        | 2         | 1                | 0                | —          | —          | 18       | 2        |
| Wisła Płock                    | Összesen | Összesen    | 32        | 2         | 2                | 1                | 0          | 0          | 34       | 3        |
| Olimpia Grudziądz              | 2019–20  | I Liga      | 6         | 2         | 0                | 0                | —          | —          | 6        | 2        |
| Miedź Legnica                  | 2019–20  | I Liga      | 28        | 5         | 4                | 0                | —          | —          | 32       | 5        |
| Miedź Legnica                  | 2020–21  | I Liga      | 13        | 1         | 0                | 0                | —          | —          | 13       | 1        |
| Miedź Legnica                  | Összesen | Összesen    | 41        | 6         | 4                | 0                | 0          | 0          | 45       | 6        |
| Korona Kielce                  | 2020–21  | I Liga      | 17        | 6         | 0                | 0                | —          | —          | 17       | 6        |
| Korona Kielce                  | 2021–22  | I Liga      | 33        | 9         | 3                | 0                | —          | —          | 36       | 9        |
| Korona Kielce                  | 2022–23  | Ekstraklasa | 22        | 9         | 1                | 0                | —          | —          | 23       | 9        |
| Korona Kielce                  | Összesen | Összesen    | 72        | 24        | 4                | 0                | 0          | 0          | 76       | 24       |
| Összesen                       | Összesen | Összesen    | 202       | 41        | 11               | 1                | 0          | 0          | 213      | 42       |

## Sikerei, díjai
Zawisza Bydgoszcz
- Lengyel Kupa
  - Győztes (1): 2013–14

- Lengyel Szuperkupa
  - Győztes (1): 2015

Korona Kielce
- I Liga
  - Feljutó (1): 2021–22